# Traumatisme psychologique
Pour les articles homonymes, voir Traumatisme.
 (février 2013).
Le traumatisme psychique, psychotraumatisme, ou traumatisme psychologique, est l'ensemble des mécanismes de sauvegarde d'ordre psychologique, neurobiologique et physiologique qui peuvent se mettre en place à la suite d'un ou de plusieurs évènements générant une charge émotionnelle non contrôlée et dépassant les ressources du sujet (défaut d'intégration corticale). Selon Khadija Chahraoui « les syndromes psychotraumatiques présentent des dimensions cliniques et psychopathologiques bien spécifiques qui sont au nombre de trois : 1) l'étiologie traumatique, 2) les symptômes de répétition et 3) l'altération de la personnalité »
Le psychotrauma laisse des séquelles plus ou moins durables (trouble de stress post-traumatique) incluant souvent des troubles de l'humeur, troubles de la personnalité, troubles de l'alimentation, troubles anxieux généralisés, dépression, symptômes dissociatifs, troubles psychotiques aigus, maladies liées aux stress, etc., associés à une douleur morale et parfois à des douleurs chroniques,,.
Ses causes possibles sont nombreuses : perte d'un être proche, viol ou autres violences sexuelles, accident avec parfois blessure associée, harcèlement moral, violence conjugale, endoctrinement, victime de l'alcoolisme, menace ou témoin d'un événement traumatisant, particulièrement durant l'enfance, traumatismes précoces, troubles de l'attachement, contexte de catastrophes naturelles (séismes et éruptions volcaniques), les guerres ou autres violences aggravantes peuvent également contribuer à un traumatisme psychique. Une exposition à long terme à des situations telles que la pauvreté ou autres formes d'agression, comme les humiliations et agressions verbales, peuvent être traumatisantes.
Chacun réagit différemment aux traumatismes selon sa vulnérabilité psychologique, qui dépend de sa personnalité, de son passé (éventuels traumatismes antérieurs...) et du contexte de la situation.

## Histoire
L'historien Edward Shorter pour replacer les théories de Charcot dans l'air du temps et remonter plus loin, cite des cas précharcotiens de paralysie provoquée par l'annonce de mauvaises nouvelles, par une émotion violente [..], par une chute[..], par une opération chirurgicale.[réf. nécessaire]

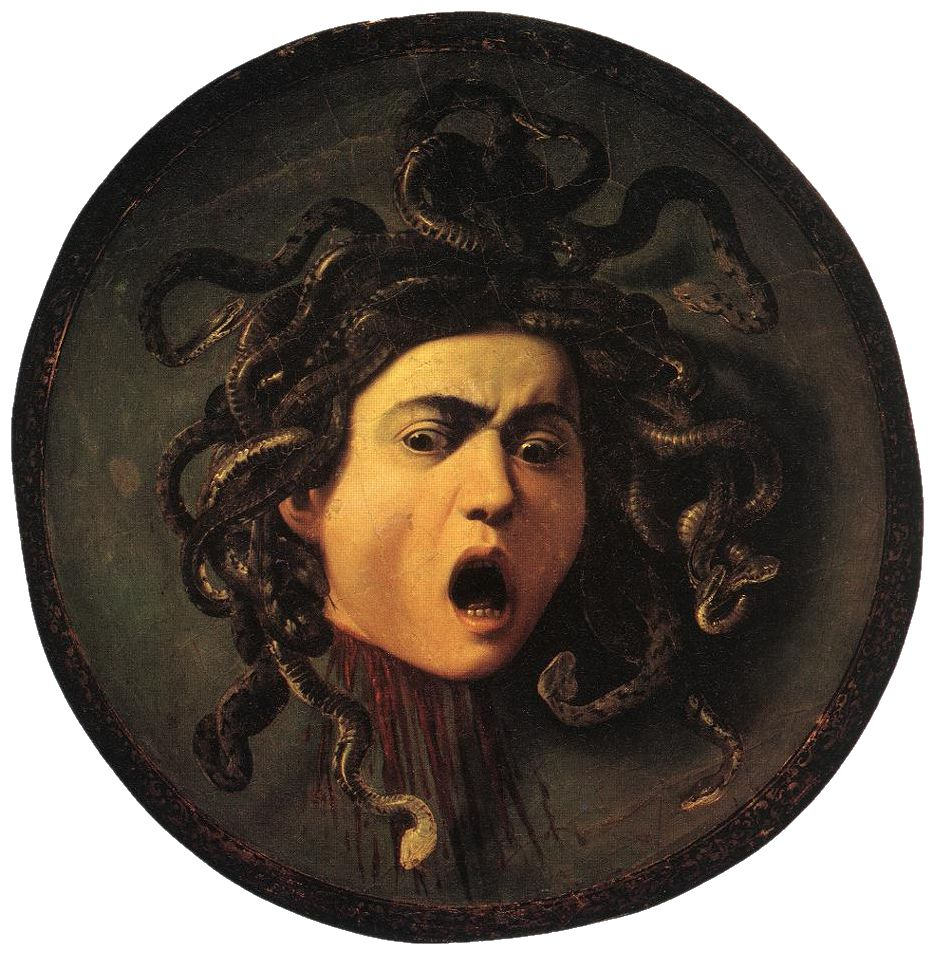
Méduse, Le Caravage (1592-1600). Dans la mythologie grecque, le regard de Méduse pétrifiait d'effroi quiconque le croisait (métaphore utilisée pour évoquer l'effroi du psychotrauma)

Dans les leçons 18 à 22 des Leçons sur les maladies du système nerveux (1885-1887), portant sur sept cas d'hystérie masculine, Jean-Martin Charcot déclare que les symptômes hystériques (théorie hystéro-traumatisme ) sont dus à un « choc » traumatique provoquant une dissociation de la conscience. De ce fait, le souvenir reste subconscient. Il pose ainsi des bases de la théorie « traumatico-dissociative » comme causalité des névroses, psychologisation d'incidents ou chocs mécaniques, biologiques, sociaux-historiques ou organiques, qui sera développée par Pierre Janet.
Depuis la fin du XIXe siècle, cette notion est d'abord désignée sous le terme de névrose traumatique ou encore de névrose de guerre. Aujourd'hui, la clinique du traumatisme psychique est reconnue sous les aspects de l'état de stress aigu et surtout de l'état de stress post-traumatique depuis la troisième révision du DSM en 1980.

### Neurosciences
Avec le progrès des neurosciences, de nouvelles approches du traumatisme sont apparues. Selon cette conception, la psyché est conçue d'un point de vue neuropsychologique. C'est-à-dire que l'organisation du système psychique dépend du développement de la personne et des diverses informations reçues au cours de sa vie (cf. les travaux d'Endel Tulving et de Jean Piaget entre autres[réf. nécessaire]). Cela concerne aussi bien les aspects cognitifs (mémoire sémantique) que moteurs (mémoire procédurale). Le fonctionnement de la psyché y est vu comme inséparable de celui du cerveau pour ce qui est des rapports entre les différentes aires sensorielles, émotionnelles (système limbique), de représentation perceptive, prémotrices, motrices, etc. au fur et à mesure de sa saisie par les organes des sens.

### Théorie du trauma en psychanalyse
Josef Breuer et Sigmund Freud, entre 1888 et 1889, entreprennent de « retrouver », sous hypnose, les souvenirs traumatiques de leurs patients.
- pour le courant psychanalytique, tout se passe comme si le sujet victime d'un événement traumatisant ne pouvait rattacher celui-ci à la chaîne signifiante. Lors du traumatisme, le « réel de la mort » (François Lebigot) c'est-à-dire une image de sa propre mort jusque-là inimaginable, fait effraction dans le psychisme du sujet ;

## Différents types de traumatismes
Pour avoir un effet traumatique, le ou les événements doivent représenter une menace (réelle, potentielle ou imaginée) pour l'intégrité de la personne, dépasser ses possibilités de réaction, survenir de manière soudaine et imprévue, et s'accompagner d'un sentiment d'impuissance, de terreur, de détresse, d'effroi, de solitude, d'abandon, etc. Lors de cet évènement, la personne fait l'expérience, brève ou prolongée, d'un ressenti où la mort fait partie du domaine du possible (sa propre mort ou celle d'un tiers).
Selon Lenore Terr, il y a deux catégories de traumatismes :
- le traumatisme de type I se rapporte à un événement unique, isolé, limité dans le temps, induit par un agent stressant aigu et non abusif (accident, catastrophe naturelle, agression physique, incendie, etc.). On l'appelle également « traumatisme simple » ;
- le traumatisme de type II correspond à une situation qui se répète, lorsqu'il a été présent constamment ou qu'il a menacé de se reproduire à tout instant durant une longue période de temps. Il est induit par un agent stressant chronique ou abusif (violences intrafamiliales, violences politiques, faits de guerre, traumatismes secondaires des professionnels de l'aide, etc.).

Au départ un traumatisme est toujours de type I. Les réactions présentées par les victimes sont identiques à celles faisant suite à un agent stressant de type I mais avec le temps, des mécanismes d'adaptation de plus en plus pathologiques vont apparaître (développement du traumatisme de type II).
Il est important de ne pas confondre une personne dont la vie est émaillée de nombreux traumatismes de type I avec celle qui souffre de traumatisme de type II. Les traumatismes induits par un abus sexuel ou par la torture doivent être assimilés aux traumatismes de type II, voire aux traumatismes de type III (voir infra), même si l'agent stressant ne s'est présenté qu'une seule fois dans la vie de la personne.
Eldra P. Solomon et Kathleen M. Heide. ont différencié une troisième catégorie de traumatismes :
- le traumatisme de type III désigne des événements multiples, envahissants et violents présents durant une longue période de temps. Ils sont induits par un agent stressant chronique ou abusif (les camps de prisonniers de guerre et de concentration, la torture, l'exploitation sexuelle, la violence et les violences sexuelles intrafamiliales, etc.).

Lara et Stephen Sheehi proposent de situer le trauma, notamment dans le cadre de la condition coloniale en Palestine, comme structure et non comme événement.
- Situer le trauma comme structure plutôt que comme événement permet de sortir d'une version eurocentrée d'une psychanalyse plus traditionnelle qui perçoit « les victimes – même en tant que membres d'un groupe » comme traumatisées qu'individuellement. Dans une telle approche fondée sur l'événement traumatique, « les victimes ne renvoient à aucun coupable, il n'est jamais question de structures liées au colonialisme de peuplement, ni d'histoire, ni d'une quelconque identité qui feraient ombre à la souffrance individuelle[15].» Cet isolement vient dépolitiser les conditions qui rendent la violence traumatique possible. Dans ce contexte, il devient impossible d'avoir un soin ajusté sur le plan éthique. C'est pourquoi les auteur·ice·s revendiquent la prise en compte des oppressions sociales et politiques vécues : « [d]ans cette configuration, l'invocation du trauma est une manière d'insister sur le trauma-comme-trouble plutôt que comme symptôme et, dans le cas de la Palestine, comme trouble colonial[16].»

Judith L. Herman, distingue aussi les traumatismes complexes des traumatismes simples : 
- le traumatisme complexe résulte d'une victimisation chronique d'assujettissement à une personne ou à un groupe de personnes. Dans ces situations, la victime est généralement captive pendant une période, même de courte durée, sous le contrôle de l'auteur des actes traumatogènes et incapable de lui échapper. Les traumatismes complexes sont à rapprocher des traumatismes de type III définit par Solomon et Heide (les camps de concentration et de prisonniers de guerre, les maisons closes, la violence familiale constante, la violence physique grave et constante, les agressions sexuelles durant l'enfance, etc.).

Traumatismes directs et indirects :
- on parle de traumatisme direct lorsque la personne a été sujet (a subi), acteur (a provoqué volontairement ou involontairement) ou témoin (a vu) de l'événement traumatique ;
- traumatisme indirect : un sujet, enfant comme adulte, qui n'a pas subi de traumatisme direct peut présenter des troubles psychotraumatiques consécutifs aux contacts qu'il entretient avec une personne ou un groupe de personnes traumatisées. Dans ce cas, l'évènement traumatique est issu de la rencontre et du partage avec la personne traumatisée. On parle de traumatisme vicariant ou de traumatisme secondaire (les hôtes, famille et amis, recueillant des personnes affectées par un traumatisme grave, les enfants réintégrant la cellule familiale après que leurs parents ont subi des événements traumatogènes, etc.).

## Psychopathologie
La compréhension du mécanisme du traumatisme varie selon les écoles :
- selon les théoriciens de l'EMDR les pathologies d'origine traumatiques doivent être considérées sur un plan psychoneurologique. Elles n'apparaissent plus seulement sur un plan sémantique, comme dues à la confrontation du sujet au réel, mais dépendantes d'un processus neurologique. Ce processus oppose un principe de survie et un principe de traitement de l'information. Pour simplifier, celle-ci durant la phase de relâchement parasympathique passe d'une zone de stockage provisoire (l'hippocampe) à une zone de stockage à long terme (le cortex cérébral). Mais quand une victime d'un traumatisme relâche son contrôle elle revit l'événement et elle se sent de nouveau en danger, ce qui stoppe aussitôt le processus de traitement. L'information reste donc en l'état et se présente sans cesse à la conscience ;  s'y ajoutent encore toutes sortes de traumatismes qui ne mettent pas en danger de mort physique une personne (le sujet ou un tiers), mais l'estime de soi. De fait, le traumatisme psychique ne peut se comprendre que dans la relativité, par rapport à un cadre social dans lequel le sujet se reconnaît. Il est nécessaire alors de compléter le modèle classique par des concepts faisant intervenir des états du moi et une théorie des réseaux de mémoires. Ainsi peuvent être expliqués des phénomènes dissociatifs de fragmentation du « Moi » ;
- pour le courant de la psychologie humaniste qui a émergé aux États-Unis après la Seconde guerre mondiale (Eric Berne, Carl Rogers, Milton Erickson, Fritz Perls), le traumatisme est rattaché à la souffrance psychique de l'individu (occasionnée par un événement violent). Le traumatisme peut avoir des origines diverses (guerre, accident, maltraitance, abus, chocs divers…), il peut être verbalisable ou non selon le stade de développement de l'individu (ex. : les traumatismes chez le fœtus), et il peut être conscient ou non (du fait des mécanismes d'amnésie ou refoulement) ;
- pour les théoriciens des troubles de la personnalité multiple, maintenant appelés troubles dissociatifs de l'identité, ces derniers sont dus à de graves traumatismes subis durant l'enfance, plus exactement aux dissociations provoquées par ces traumatismes. Impuissant, paralysé par la douleur et la honte, l'enfant n'aurait eu d'autre recours que de dissocier l'événement traumatique du reste du psychisme.

## Physiologie du traumatisme
La neurologie associée aux situations de traumatisme a fait de grandes avancées depuis le début des années 2000, mettant notamment en évidence le rôle primordial de la réponse d'un circuit neuronal autonome, qui met au cœur du mécanisme traumatique non plus uniquement la psychologie, mais la physiologie, autrement dit un mécanisme de défense du « corps », indépendant de « l'esprit ».
Ce mécanisme met notamment en cause l'amygdale et « le circuit limbique du stress qui va disjoncter ». Les effets de cette compréhension nouvelle du traumatisme sont encore à l'étude, mais certains neurologues s'efforcent de diffuser ce savoir en vue d'une prise en charge mieux adaptée.

## Manifestations
Lorsqu'il y a eu traumatisme psychique, les troubles peuvent être transitoires ou durables.

### Manifestations immédiates
Pendant l'événement traumatique, le corps réagit, souvent avec d'abord une réaction très courte d'immobilité ou « freezing » du système parasympathique (sidération cognitive, affective et motrice), puis avec une phase d'alerte et de mobilisation conjointe de quatre types de ressources '« cognitive, affective, volitionnelle et comportementale »), avec alors activation du système sympathique (décharge d’adrénaline accélérant les rythmes cardiaque et respiratoire, avec éventuelle tachycardie et hyperventilation ; élévation du taux de sucre sanguin et de la tension artérielle, migration de la masse sanguine de la périphérie vers les organes, pouvant induire des frissons, une pâleur, des sueurs froides et parfois « une sensation de faiblesse lipothymie) ; sensations pénibles de « boule dans la gorge », de striction thoracique et spasmes viscéraux divers (« nœud sur l’estomac », douleurs abdominales et envie impérieuse d’uriner) ».
Dans les meilleures conditions, ceci a pour « effets notables d’élever le niveau de vigilance, de focaliser l’attention, d’activer les capacités d’évaluation, de mémorisation et de raisonnement, de faciliter le contrôle émotionnel et d’inciter à l’action, le tout aboutissant à l’élaboration d’une décision et à l’adoption d’attitudes et de gestes adaptés (attitude d’alerte et de préparation à la défense, gestes de défense et de combat, ou gestes de retrait ou de fuite raisonnée) ». Dans ce contexte, les réactions sont généralement appropriées, s'appuyant sur la solidarité et des réponses organisées, tirant parti des ressources disponibles... 
Si la personne est psychologiquement vulnérable, ou doit faire face à un stress exceptionnellement violent ou trop intense pour elle, ou trop prolongées ou répétées à des intervalles trop proches, et plus encore en cas d'impréparation et de surprise ou en l’absence de soutien social, elle peut être psychiquement débordée : On observe alors une sidération qui perdure (pour quelques instants à parfois plusieurs heures, la personne semble pétrifiée ou « ailleurs », et sourde aux exhortations à se mettre à l'abri, à réagir...). Elle peut présenter des comportements d'agitation désordonnée, de fuite panique, d'automate et/ou de « réactions mimétiques » (la personne semble imiter les autres en reproduisant, de manière inconsciente et mécanique, des gestes ou des attitudes observées chez les personnes proches ou présentes dans l'environnement visible). Ses réactions (mouvements, expressions, cris et autres réactions émotionnelles) peuvent être inappropriées (mouvements de panique de groupe, recherche d'un bouc émissaire, pillage...).
Dans les deux cas surviennent, chez certaines personnes, des réactions de décompensation physiologique et/ou psychique (névrotiques par exemple avec crise, phobie, ou psychotiques avec délires, et désorientation chez des sujets prédisposés).
Après le stress immédiat (quand la situation de danger, de grande vulnérabilité ou de honte dans certains cas de harcèlement et/ou de viol) a disparu ou s'est éloigné) les personnes l'ayant vécu, peuvent avoir l'impression de sortir d'un mauvais rêve ou d'un cauchemar et être partagé entre une réaction d'euphorie ("plus de peur que de mal", j'ai survécu, nous avons survécu), l'épuisement, ou parfois de crainte (pour ses proches ou que l'évènement se répète ...). La vision de la mort accidentelle, de la mort donnée, ou le fait d'avoir failli mourir sera le plus souvent source de séquelles psychiques, notamment pour ceux qui ont vécu un attentat terroriste ou une situation de guerre,.

## La «sidération psychique»
C'est une réponse neurobiologique normale du cerveau face à une situation perçue comme anormale, brutale, soudaine et impensable, souvent associée à des violences graves ou à un danger de mort imminente. Dans cet état, la victime se retrouve pétrifiée et paralysée, incapable de réagir (crier, se défendre ou fuir). Ce phénomène est lié à l'activation de l'amygdale, une structure cérébrale essentielle dans le traitement des émotions, notamment des stimuli menaçants :
- face à un danger, l'amygdale déclenche une réponse de stress en stimulant la production d'hormones comme le cortisol et l'adrénaline, préparant l'organisme à fuir ou à combattre. Mais dans des situations de violence extrême, le cortex préfrontal, responsable de la régulation des émotions et de la prise de décision, peut être temporairement inhibé. Cette inhibition empêche la modulation de l'activité de l'amygdale, entraînant une production excessive d'hormones de stress parfois source de danger cardiovasculaire (risque d'infarctus) et neurologique (réaction inadaptée) ;
- pour protéger l'organisme d'une surcharge émotionnelle et éviter des conséquences graves comme un arrêt cardiaque, le cerveau pourrait induire un état de « dissociation », c'est-à-dire de déconnexion temporaire des processus émotionnels et sensoriels, souvent perçue comme une anesthésie physique et psychique, allant de la perte de conscience à l'amnésie sélective et dissociative, en passant par la déréalisation, la dépersonnalisation (sentiment d’être détaché et spectateur de son propre corps, ou de son fonctionnement mental). La victime peut alors se sentir incapable de se débattre, de fuir ou de toute autre réaction. La sidération n'est jamais un choix conscient, mais une réponse autonome du cerveau (et de tout l'organisme), face à une situation émotionnellement (et parfois physiquement) extrêmement violente ou perçue comme telle[23].

Peu après l'évènement déclencheur, survient la phase de réaction au stress aigu (agitation, pleurs, sueurs froides, angoisse, ou absence apparente d'émotions, souvenirs intrusifs récurrents, cauchemars, et autres séquelles post-traumatiques…). Ce sont des réactions normales et naturelles après une expérience traumatique, parfois très handicapantes (en particulier pour des réfugiés et exilés) et justifiant souvent un accompagnement médical, psychologique ou psychiatrique. Ils sont notamment abordés avec les cellules d'accompagnement psychologique mises en place dans certains contextes de crise.  Quand le traumatisme touche un grand nombre de personnes (guerre, attentat terroriste, catastrophe technologique ou naturelle...) la réponse au psychotrauma devient un enjeu de santé publique

### Manifestations post-immédiates
Le choc de l'événement traumatique peut être vécu comme un moment ou une vague de stress aigu. Il induit des séquelles post-immédiates, dont notamment :
- reviviscence du traumatisme, insomnie, liées à des symptômes anxieux (insécurité, angoisse) ;
- chaos émotionnel ;
- burnout[25] ;
- des symptômes dépressifs (sentiment d'impuissance, perte de repères, deuil impossible, crise de sens dans la vie) ;
- Des symptômes anxieux peuvent apparaitre reliés à des mécanismes de défenses (hypervigilance, ruminations, pensées obsédantes, anxiété d'anticipation, évitement)

### Manifestations différées
Après une période, il peut arriver que les réactions prennent la forme de symptômes tels que l'hyperexcitation somatique (agitation, angoisse), syndrome de répétition (souvenirs récurrents intrusifs, cauchemars), la dissociation (détachement) et l'évitement (anxiété situationnelle ou sociale). Ceci correspond à l'état de stress post-traumatique (ESPT). Finalement, cet état peut devenir chronique et être associé à d'autres problèmes (alcoolisme, dépression, anxiété, troubles du sommeil, troubles alimentaires, etc.).
Chez les nourrissons, enfants et adolescents, les symptômes se développent généralement de manière spécifique en fonction de l'âge, par exemple :

- entre trois et six ans on peut également noter, entre autres, des troubles dépressifs et anxieux, avec des marques de réminiscences ;
- par la suite agressivité, irritabilité, troubles de l'apprentissage peuvent apparaître ;
- à l'adolescence: addiction, troubles asociaux, comportements autoagressifs peuvent s'associer aux symptômes précédents.

Quoi qu'il en soit, phénomènes de régressions et plaintes somatiques sont bien plus fréquents que chez les adultes.

### Séquelles
Les séquelles à long terme du trauma psychique consistent essentiellement en une dissociation binaire généralisée de la pensée et du comportement, qui fait osciller ceux-ci entre deux excès contraires, ce qui amène à la fois à des dichotomies cognitives radicales (pensée binaire ou manichéenne), et à des dissociations comportementales et pulsionnelles (qui sont prises pour une ambivalence constitutionnelle)[réf. nécessaire].
Cela se traduit en clinique par des alternances ou alternatives de type impulsion / inhibition, auto-obligation / auto-interdiction, compulsion irrépressible / blocage incoercible, etc. L'usage normal (adapté et auto-régulé) de la pulsion est désormais exclu ou impossible. La capacité à se défendre (l'usage du « non ») étant perdue, c'est souvent le corps qui dit non et qui refuse. C'est le symptôme qui est chargé de traduire la souffrance psychique (principe de la somatisation). L'incapacité à de l'inhibition (névrose) est donc en réalité une capacité à ne pas (agir), tandis que réciproquement l'« incapacité à s'empêcher de » , qui caractérise l'impulsivité, est en réalité une « capacité à ne plus (subir) ».
Ceci est particulièrement vrai des abus sexuels infantiles (incestueux ou extra familiaux), qui semblent responsables de l'immense majorité des symptômes d'inhibition, de compulsion et de perversion sexuelles, observés chez l'adulte, qu'il est possible de rattacher causalement au geste ou à l'acte de l'abuseur dans la plupart des cas. Cependant, l'utilisation récente du concept de souvenirs retrouvés pour donner une causalité tardive à certains troubles constatés a fait l'objet d'une controverses dans la communauté scientifique qui ne semble pas close.

## Prises en charge
La prise en charge comprend le dépistage, le diagnostic, la prévention et les interventions thérapeutiques. Le médecin généraliste en France peut avoir une place centrale dans cette prise en charge. Une thèse sur les représentations et prises en charge de patients atteints de psychotraumatisme par des médecins généralistes a permis également de décrire leur prise en charge.

### Interventions thérapeutiques
À visée préventive après un incident potentiellement traumatique : 
Parfois il faut intervenir rapidement pour éviter le développement d'une névrose traumatique (ou PTSD pour les DSM) marquée par une chronicisation des symptômes liés au choc psychique. D'où l'utilisation de ce qui est appelé « débriefing », dont le but est de permettre à un sujet victime d'un incident potentiellement traumatique de se repositionner clairement. L'utilisation du débriefing va parfois de pair avec un traitement curatif ultérieur plus approfondi. Le débriefing est une technique d'entretien thérapeutique qui se fait après un certain laps de temps après l'événement violent : 24 à 72 heures ou plus pour les traumas de type 1 (événement unique) et dans certains cas plusieurs années après pour les traumas de type 2 (événements multiples et répétés de type maltraitance). 
Le débriefing psychologique se pratique sur des personnes volontaires, en groupe ou individuellement, après tout événement traumatisant. Toutefois, les études (Méta-étude de Nathalie Prieto 2004) sur le débriefing (psychologie) incitent à la prudence quant à ce type d'approche si elle est mal indiquée ou maladroitement menée, ce qui paraît être souvent le cas ; un risque de sur-traumatisation n'étant pas à écarter. 
À visée de gestion du stress :
Il existe différentes techniques thérapeutiques pour gérer le stress traumatique en apprenant à mieux le contrôler : le débriefing  est parfois accompagné de techniques de contrôle de la respiration pour moduler le système sympathique/parasympathique, des techniques de relaxation, de méditation (mindfulness pe), de sophrologie, de cohérence cardiaque, etc.
À visée curative, :
les thérapies cognitivo-comportementales (TCC), l'EMDR et l'hypnothérapie, l'Intégration du cycle de la vie (ICV), la Thérapie Psycho-Sensorielle (TPS), le Somatic Experiencing, le Brainspotting, et de manière générale toutes les thérapies dites intégratives.

### Efficacité des psychothérapies
L'efficacité des psychothérapies dans le traitement de l'état de stress post-traumatique a été évaluée en 2004, par une étude de la littérature réalisée par l'INSERM avec une méthodologie inspirée de la médecine fondée sur les faits. Selon cette évaluation, les thérapies cognitivo-comportementales (dont l'EMDR) font la preuve d'une efficacité supérieure aux thérapies basées principalement sur l'écoute et la parole. Les conclusions de cette étude ont été critiquées,.

### Traitements pharmacologiques
Selon une étude controversée, chaque fois que le souvenir traumatique serait remémoré, la personne atteinte libèrerait des catécholamines, ce qui aurait pour effet de l'entretenir dans son état d'alerte et de consolider le souvenir en le rendant plus vif. Des chercheurs ont voulu savoir s'il était possible d'interrompre ce cercle vicieux en administrant des antagonistes des catécholamines. Le propranolol, un bêta-bloquant, serait efficace pour aider à guérir d'un traumatisme.

#### Psychanalyse
- Thierry Bokanowski, « Traumatisme, traumatique, trauma », Revue française de psychanalyse, 2002/3 (Vol. 66), p. 745-757. DOI : 10.3917/rfp.663.0745. [lire en ligne]
- Françoise Brette, Sylvie Dreyfus, Thierry Bokanowski, Claude Janin, Robert Asséo, Joyce McDougall, Janine Altounian : Le traumatisme psychique : Organisation et désorganisation, PUF, Monographie de la Revue française de psychanalyse, 2005,  (ISBN 2-13-055164-5) [lire en ligne]
- Collectif : Résilience et rémanence des traumatismes, in Le Coq-Héron, no 181, Erès, 2005,  (ISBN 2-7492-0407-0)
- Judith Dupont, « La Notion de trauma selon Ferenczi et ses effets sur la recherche psychanalytique ultérieure », Filigrane, 2008
- Dans Alain de Mijolla (dir.), Dictionnaire international de la psychanalyse : concepts, notions, biographies, œuvres, événements, institutions, Paris, Hachette Littératures, 2005 (ISBN 978-2-01-279145-9, BNF 40053360):
  - Alain de Mijolla, « Charcot, Jean Martin », 2005, p. 312-314.
  - Françoise Brette,
    - « traumatisme », 2005, p. 1858-1860
    - « névrose traumatique », 2005, p. 1857-1858.
    - « traumatisme réel », 2005, p. 1861.
    - « traumatisme sexuel », 2005, p. 1862

  - Didier Houzel, « Traumatisme de la naissance (Le -) », 2005, p. 1860-1861.
  - Odile Lesourne, « après-coup et traumatisme », 2005, p. 129-131.
  - Sonia Chiriaco, « Le désir foudroyé. Sortir du traumatisme par la psychanalyse[43] », Ed. Navarin/Le Champ freudien, 2012.

#### Autres
- Ruth A. Lanius, Eric Vermetten et Clare Pain, The impact of early life trauma on health and disease - The hidden epidemic, Cambridge University Press, 2010,  (ISBN 978-0-52-188026-8)
- Joanna Smith, Psychothérapie de la dissociation et du trauma, Ouvrage collectif, Dunod, 2016,  (ISBN 978-2-10-075410-6)
- W. El-Hage. et M. Bilodeau, Stratégies thérapeutiques des traumas, Ouvrage collectif, Presses Universitaires François Rabelais, mai 2018,  (ISBN 978-2-86-906664-9)
- Évelyne Josse, Le traumatisme psychique - Chez le nourrisson, l'enfant et l'adolescent, De Boeck Supérieur, 2011,  (ISBN 978-2-80-416394-5)
- Marie-Claude Lénès, Thérapie Psycho-Sensorielle, Montpellier, Sauramps-Médical, (2019),  (ISBN 979-10-303-0198-4)
- Caroline Garland (sous la direction de) : Comprendre le traumatisme, Hublot, 2001,  (ISBN 2-912186-14-5)
- Claude Barrois : Les Névroses traumatiques : le psychothérapeute face aux détresses des chocs psychiques, Dunod, 1998,  (ISBN 2-10-004037-5)
- François Lebigot : Traiter les traumatismes psychiques. Clinique et prise en charge, Dunod, 2005,  (ISBN 2-10-007067-3)
- Didier Fassin & Richard Rechtman, L'empire du traumatisme. Enquête sur la condition de victime, Flammarion, 2007,  (ISBN 978-2-08-210449-4)
- François Lebigot et coll. : Victimologie-Criminologie Approches cliniques : tome 5, Situation d'urgence, situation de crise, clinique du traumatisme immédiat, Champ Social, 2005,  (ISBN 2-913376-47-9)
- Michel de Clercq, François Lebigot : Les traumatismes psychiques, Masson, 2001,  (ISBN 2-294-00021-8)
- « Victimes », numéro spécial de L'Évolution psychiatrique, 2002,  (ISBN 2-84299-382-9)
- Jacques Roisin, De la survivance à la vie. Essai sur le traumatisme psychique et sa guérison, Paris, PUF, 2010
- Saverio Tomasella, Le Sentiment d'abandon - Guérir de ses blessures d'enfant, Eyrolles, 2010,  (ISBN 978-2-212-54530-2)
- Saverio Tomasella, La Traversée des tempêtes - Renaître après un traumatisme, Eyrolles, 2011,  (ISBN 978-2-212-54834-1)
- Vaiva et All: Psychotraumatismes : prise en charge et traitements, Masson, 2005
- Jean Benjamin Stora Quand le corps prend la relève, stress, traumatismes et maladies somatiques, Odile Jacob, 1999
- Dominique Vallet, « Actualités cliniques du traumatisme psychique », L'information psychiatrique, 2009/2 (Volume 85), p. 161-165. DOI : 10.3917/inpsy.8502.0161. [lire en ligne]
- (en) Nena Mocnik, « Ethique en recherche : comment travailler avec des personnes victimes de trauma ? », sur The Conversation (consulté le 24 février 2023)
- Jonathan I. Bisson, Lucy Berliner, Marylene Cloitre et David Forbes, « The International Society for Traumatic Stress Studies New Guidelines for the Prevention and Treatment of Posttraumatic Stress Disorder: Methodology and Development Process », Journal of Traumatic Stress, vol. 32, no 4,‎ 8 juillet 2019, p. 475–483 (ISSN 0894-9867 et 1573-6598, DOI 10.1002/jts.22421, lire en ligne, consulté le 22 mars 2025)